# Izofona

Izofony „normalnego” ucha według Fletchera i Munsona. Wartości fonów są oznaczone na niebiesko.

Izofona, krzywa izofoniczna – krzywa jednakowego poziomu głośności dźwięku. Izofony są przedstawiane w układzie logarytmicznej zależności poziomu natężenia dźwięku lub poziomu ciśnienia akustycznego od częstotliwości. Dana krzywa izofoniczna ma tę samą wartość, na przestrzeni różnych częstotliwości, liczoną w fonach, ale różną liczoną w decybelach. Wynika to z różnego odbioru częstotliwości przez ludzkie ucho.
Najniżej położona krzywa (0 fonów) stanowi próg słyszalności, czyli określa najmniejszą wartość poziomu ciśnienia akustycznego tonu o danej częstotliwości wywołującego wrażenie słuchowe. Krzywa położona najwyżej (około 130 fonów) to granica bólu, co oznacza, że tony o określonych przez nią poziomach powodują ból, a nawet mogą uszkodzić słuch. Pomiędzy krzywą progu słyszalności a krzywą granicy bólu leży cała rodzina krzywych izofonicznych, których parametrem jest poziom głośności.
Dolna granica słyszalności i granica bólu wyznaczają obszar (powierzchnię) słyszalności. Zakres odbieranych częstotliwości wynosi średnio od 16 Hz do 20 kHz, a poziomów (dla częstotliwości 3 kHz) od −10 dB do 130 dB.
Ze względu na swój subiektywny charakter, krzywe izofoniczne nie mają ścisłego kształtu ani położenia i różnią się w zależności od metod badawczych użytych do ich wyznaczenia.